# Station Sady
Station Sady is een spoorwegstation in de Poolse plaats Sady.